# دوست‌دخترم بد است
«دوست دخترم بد است» تک‌آهنگی از هنرمند اهل ایالات متحده آمریکا لوداکریس به همراهی نیکی میناژ است که در سال ۲۰۱۰ میلادی منتشر شد.